# Валь-Ревермон
Валь-Ревермон (фр. Val-Revermont) — муніципалітет у Франції, у регіоні Овернь-Рона-Альпи, департамент Ен. Валь-Ревермон утворено 1 січня 2016 року шляхом злиття муніципалітетів Пресья i Треффор-Кюїзья. Адміністративним центром муніципалітету є Треффор-Кюїзья.